# Gino Quilico
 (septembre 2023).
La mise en forme du texte ne suit pas les recommandations de Wikipédia : il faut le « wikifier ».
Les points d'amélioration suivants sont les cas les plus fréquents :
- Les titres sont pré-formatés par le logiciel. Ils ne sont ni en capitales, ni en gras.
- Le texte ne doit pas être écrit en capitales (les noms de famille non plus), ni en gras, ni en italique, ni en « petit »…
- Le gras n'est utilisé que pour surligner le titre de l'article dans l'introduction, une seule fois.
- L'italique est rarement utilisé : mots en langue étrangère, titres d'œuvres, noms de bateaux, etc.
- Les citations ne sont pas en italique mais en corps de texte normal. Elles sont entourées par des guillemets français : « et ».
- Les listes à puces sont à éviter, des paragraphes rédigés étant largement préférés. Les tableaux sont à réserver à la présentation de données structurées (résultats, etc.).
- Les appels de note de bas de page (petits chiffres en exposant, introduits par l'outil «  Source ») sont à placer entre la fin de phrase et le point final[comme ça].
- Les liens internes (vers d'autres articles de Wikipédia) sont à choisir avec parcimonie. Créez des liens vers des articles approfondissant le sujet. Les termes génériques sans rapport avec le sujet sont à éviter, ainsi que les répétitions de liens vers un même terme.
- Les liens externes sont à placer uniquement dans une section « Liens externes », à la fin de l'article. Ces liens sont à choisir avec parcimonie suivant les règles définies. Si un lien sert de source à l'article, son insertion dans le texte est à faire par les notes de bas de page.
- La présentation des références doit suivre les conventions bibliographiques. Il est recommandé d'utiliser les modèles {{Ouvrage}}, {{Chapitre}}, {{Article}}, {{Lien web}} et/ou {{Bibliographie}}. Le mode d'édition visuel peut mettre en forme automatiquement les références.
- Insérer une infobox (cadre d'informations à droite) n'est pas obligatoire pour parachever la mise en page.

Pour une aide détaillée, merci de consulter Aide:Wikification.
Si vous pensez que ces points ont été résolus, vous pouvez retirer ce bandeau et améliorer la mise en forme d'un autre article.
Gino Quilico est un chanteur americano-canadien né à New York le 29 avril 1955 qui mène une carrière internationale en tant que baryton. D'abord chanteur d'opéra, il connaît également le succès dans la comédie musicale. Il est le fils du baryton Louis Quilico.

## Biographie
Gino Quilico commence sa carrière à Toronto en 1977 dans The Medium de Giancarlo Menotti. En 1979, il part étudier pendant trois ans à l'école d'art lyrique de l'Opéra de Paris. Il débute ainsi en Europe avec la création de L'Héritière de Jean-Michel Damase à l'Opéra-Comique de Paris (1980).
Il a chanté dans des opéras de Charles Gounod, Gioachino Rossini, Marcel Landowski (création de l'opéra Monségur), Claudio Monteverdi, Giuseppe Verdi, Mozart. 
En 1987, il fait ses débuts au Metropolitan Opera de New York dans Don Giovanni de Mozart aux côtés de son père Louis Quilico : c'est la première fois qu'un père et son fils sont réunis sur la scène de ce théâtre.
Il a joué dans des films d'opéra comme La Bohème et L'Orfeo de Claude Goretta (1985). 
En 1993, il est reçu officier de l'Ordre du Canada.
Il a reçu un Grammy Award en 1995 pour l'enregistrement des Troyens d'Hector Berlioz.
Il enregistre en 2002 un premier disque: Noël qui inclut un duo avec Marilou, interprète de la chanson Je serai là pour toi. En 2004, il est repêché par Zone 3 et enregistre Un jour, une nuit en duo avec Marie-Chantal Toupin. En 2008, il interprète le rôle de Jean Valjean dans la comédie-musicale Les Misérables à Québec.

## Prestations honorifiques
Premières mondiales (opéra). The Ghost of Versailles (John Corigliano) au Metropolitan Opera, New York (1991). Montségur (Marcel Landowski) Opéra de Toulouse, Bordeaux, Lyon, Opéra de Paris (1985). L’héritière (Jean-Michel Damase) à l’Opéra-comique de Paris (1980).
Cinématographie La bohème (G. Puccini) film-opéra réalisé par L. Comencini (1988) L’Orfeo (C. Monteverdi)  film-opéra réalisé par C. Goretta (1986) Plusieurs autres opéras en DVD.  Discographie Vingt-sept enregistrements sur les étiquettes Deutsche Grammophon, Philips, Erato, Sony Classical, London/Decca et EMI/Angel. Cours de maître (Master Class) San Francisco, Chicago, Philadelphie, Toronto, Paris et Munich. Formation Université de Toronto (Faculty of Music) Diplôme (1978) École d’art lyrique de l’Opéra de Paris (1979-1980)

## Revue de presse et lettres d’appréciation (extraits)
Luciano Pavarotti (Italie, août 1990): Gino possède un grand talent et une grande voix que viennent compléter une forte personnalité et un merveilleux talent de comédien. Il deviendra un baryton verdien et fera probablement l’une des plus belles carrières de tous les temps. Il a tout ce qu’il faut pour y parvenir et le public est fou de lui. C’est pour moi un grand plaisir que de constater cela.
La Presse, Claude Gingras Le grand monologue de Iago dans l'Otello de Verdi le trouva en forme, comme acteur et comme chanteur. Grâce à sa grande expérience de la scène, il a campé un Scarpia et un Germont très crédibles. (Gala de l’Opéra de Montréal)
Brian Mulroney, Premier ministre du Canada (Lettre personnelle -9 novembre 1987) On behalf of the Government of Canada, I am pleased to convey to you my warmest greetings and best wishes on this historical first performance by a father and son at the Metropolitan Opera House. Canadians and, indeed, all those who have an appreciation of opera may take great pride in your accomplishments as well as your contributions to music in Canada and throughout the world. I know that your performance will reflect your commitment to musical perfection and I trust that those in the audience this evening we highly entertained.  Yours sincerely,   Brian Mulroney

## Discographie
- 1995 : Les Troyens (Hector Berlioz), Decca.
- 2002 : Noël (Guy Cloutier Communications) PGC-CD-9437
- 2004 : Un jour, une nuit (Zone 3)
- ERATO RECORDS
- Don Pasquale		Donizetti	Gabrielle Ferro	    Baquier, Hendricks, Quilico	(Malatesta)
- La Boheme		Puccini		James Conlon	    Hendricks, Carreras, Quilico	(Marcello)
- Le Roi Arthus		Chausson	Armin Jordan	    Quilico, Zilis-Gara, Winberg	(Roi Arthus)
- Orfeo			Monteverdi	Michel Corboz	    Quilico, Michael, Watkinson	(Orfeo)
- Le Roi Malgré Lui	Chabrier	Charles Dutoit	    Quilico, Hendricks, Lafont	(Le Roi)
- L’Heure Espagnole	Ravel		Armin Jordan	    Lawrence, Raffali, Quilico	(Ramiro)
- EMI RECORDS:
- Oedepe			Enesco		Lawrence Foster VanDam, Fassbender, Quilico 	(Thésée)
- Les Pecheurs  de Perles		Bizet		Michel Plasson	    Hendricks, Aler, Quilico	(Zurga)
- Manon			Massenet	Michel Plasson	    Cotrubas, Kraus, Quilico	(Lescaut)
- Romeo & Juliette	Gounod	Michel Plasson	    Kraus, Malfitano, Quilico	(Mercutio)
- La Jolie fille de perth  	Bizet		George Pretre	    Anderson, Kraus, Quilico    	(Rothsay)
- Duo d’Operette		Mix		Lawrence Foster   Hendricks, Quilico		(Duo Album)
- TELDEC RECORDS : La Cenerentola		Rossini		Carlo Rizzi	    Laremore, Giminez, Quilico	(Dandini)
- PHILIPS RECORDS : Le Comte Ory		Rossini		J.E. Gardiner	    Sumi Jo, Aller, Quilico	(Raimbaud)
- SONY CLASSICS
- Manon Lescaut		Puccini		Lorin Maazel	    Rautio, Dvorsky, Quilico	(Lescaut)
- Steven Mercurio	Compositions			    Bocelli, Quilico, Villazon	(Highlights)
- DECCA RECORDS :
- Les Troyen		Berlioz		Charles Dutoit	    Voight, Lakes, Quilico	(Chorebe)
- Opera Plus		Opera		Highlights	    Pavarotti, Te Kanawa, Bartoli, Quilico
- CYBELIA RECORDS : Montsegur		Landowski	Michel Plasson	    Armstrong, Senechal, Quilico	(Gautier)
- PONTO RECORDS : Faust			Gounod	Serge Baudo	    Vanzo, Masterson, Quilico	(Valentin)
- KOCH RECORDS : Le Secret		Melodie 	Français	    Quilico, Alain Lefèvre	(Solo)
- CBC RECORDS :
- Adeste Fideles		Christmas	Louis & Gino Quilico, JudyLoman, Toronto Children’s Choir
- Millenium		Opera Gala	Quilico, Margison, Heppner, Roy Thompson Hall
- NOVEM RECORDS : Noel			Christmas	Gino Quilico  		Gold Record		(Solo)
- CAPITOLE RECORDS : Les Misérables		Schonberg	Selections	     Quilico, Charest, Fortin (Jean Valjean)
- ZONE 3 RECORDS : Un jour une nuit	Mix songs	Crossover	    Allison, Plamondon, Cabrel	(Solo)
- ESPACE XXI RECORDS : Magnificat		Religious songs	Handel, Fauré, Gounod, Stradella	(Solo)
- ANALEKTA RECORDS : Serata d’Amore	Italiano Romantico     	Nino Rota, Dalla, Rascel, Di Capua	(Solo)
- Gino Quilico AudioVisuel :
- Carmen		Bizet		Zubin Mehta	Ewing, Lima, Quilico		(Toreador)
- La Cenerentola		Rossini		R. Chailly	Murray, Araiza, Quilico		(Dandini)
- Le barbier de Séville	Rossini		Gabrielle Ferro	  Bartoli, Feller, Quilico		(Figaro)
- Ghosts of Versailles	Corigliano	James Levine	  Stratas, Fleming, Horne	(Figaro)
- La Boheme		Puccini		Tiziano Severini  Pavarotti, Freni, Quilico	(Marcello)
- Orfeo			Monteverdi	Gaumont Films	   Corboz, Michael, Quilico	(Orfeo)
- La Boheme		Puccini		Gaumont Films	   Canonicci, Hendricks, Quilico	 (Marcello)

## Distinctions

### Ordres
- Chevalier de l'Ordre national du Québec (2024)[1]
- Officier de l'Ordre du Canada (1993)[2]

### Prix
- 1983 - Récital au Centre national des arts à Ottawa avec son père, Louis Quilico, devant sa Majesté la reine Élisabeth II
- 1986  - Récital privé donné par l’Honorable Roy R. McMurtry à l’ambassade canadienne en la présence du Prince Charles et Lady Diana
- 1988 - Nomination « Artiste de l’année » par le Conseil canadien de la musique
- 1990 - Ambassadeur de bonne volonté (Goodwill Ambassador) au Haut Commissariat des Nations unies pour les réfugiés
- 1996 - Grammy Award pour le meilleur enregistrement d'opéra pour l’enregistrement de l’opéra Les Troyens de H. Berlioz (Decca) dans lequel il tient le rôle de Chorèbe
- 2003 - Album « Noël » (Novem) disque certifié Or (50,000 copies)